# ثالاميا لا ريال
بلدية سَلَمِيَّة أو (نقحرة: ثالاميا لا ريال) (بالإسبانية: Zalamea la Real) هي بلدية تقع في مقاطعة ولبة التابعة لمنطقة أندلوسيا جنوب إسبانيا.

## الديموغرافيا
بلغ عدد سكان بلدية سَلَمِيَّة 3.380 نسمة عام 2011 (وفقاً للمعهد الوطني الإسباني للإحصاء).
| 3.545 | 3.497 | 3.548 | 3.547 | 3.477 | 3.414 | 3.380 |

## أعلام
- خوسيه روميرو خيمينيث